# ЭР2Т
ЭР2Т (Электропоезд Рижский, 2-й тип, исполнение «Т» — рекуперативно-реостатное торможение) — пригородный электропоезд постоянного тока с рекуперативно-реостатным торможением производства Рижского вагоностроительного завода (РВЗ), являющийся дальнейшим развитием электропоезда ЭР2Р.
Заводское обозначение — 62-297. Точных сведений о заводских обозначениях вагонов авторами статьи не обнаружено, но в соответствии с принципами РВЗ они должны быть следующими:
- моторный промежуточный вагон (Мп) — модель 62-298;
- прицепной головной вагон (Пг) — модель 62-299;
- прицепной промежуточный вагон (Пп) — модель 62-300.

## История создания
Созданный в 1979 году электропоезд ЭР2Р не был аттестован ввиду недостаточной надёжности, вызывавшей немало нареканий со стороны эксплуатирующих депо.
В силу роста объёмов пригородных пассажирских перевозок Рижский вагоностроительный завод в 80-е годы разрабатывал электропоезда типа ЭР24, с увеличенной длиной кузова (до 21,5 м вместо прежних 19,6). Предполагалось, что их серийная постройка начнётся к 1987—1988 годам, что они будут в целом идентичны ЭР2Р и иметь несколько увеличенные размеры. Но производство этих вагонов откладывалось; это влекло за собой лишение премий, и РВЗ принял решение уже до начала их производства освоить «переходную» модель ЭР2Т, имевшую размеры ЭР2. Но при этом вагоны ЭР2Т не могли эксплуатироваться в одном составе с ЭР2, имея оборудование ЭР24, вместительные накопительные площадки (за счёт ликвидации мест для сидения на концах вагонов) и ряд других незначительных конструктивных отличий.
Постройка ЭР2Т, заменившего ЭР2Р, началась с осени 1987 г. и продолжалась 10 лет, закончившись выпуском ЭР2Т-7249. В 1994 г. был построен электропоезд ЭР2Т-7947 (между поездами ЭР2Т-7246 и ЭР2Т-7247). В 2000 г. из закупленных корпусов вагонов Львовским локомотиворемонтным заводом был выпущен ЭР2Т-7250. В 2003 г. Латвия поставила для Грузии ЭР2Т-7251.
В 1990 году в порядке эксперимента были выпущены 6 составов (7180-7185) с рекордной длиной в 14 вагонов и кондиционерами воздуха в кабинах машинистов. Все они поступили на Киевское направление МЖД, где для них предварительно были удлинены посадочные платформы. В настоящий момент практически на всех машинах кондиционеры не работают, а электропоезда доведены до стандартной 12-вагонной составности путём исключения лишних секций.
Большая часть выпущенных поездов серии ЭР2Т — свыше 4/5 — приходится на период с начала производства до распада СССР.

## Общие сведения
Всего, с учётом достроенных на Украине поездов, было создано 164 состава ЭР2Т, а также 33 дополнительные двухвагонные электросекции и семь дополнительных головных вагонов (см. таблицу ниже).
| 1987 | 7091—7097, 7103                  | 12 | —                                                      | —          | 3101—3108  |
| 1987 | 7090, 7101, 7102, 7104           | 10 | —                                                      | —          | 3101—3108  |
| 1987 | 7098—7100                        | 6  | —                                                      | —          | 3101—3108  |
| 1988 | 7105, 7109, 7120—7135            | 12 | 220109, 220209, 220309, 220409, 220509, 220609, 220709 | —          | —          |
| 1988 | 7106—7108, 7110—7119             | 10 | 220109, 220209, 220309, 220409, 220509, 220609, 220709 | —          | —          |
| 1989 | 7136—7140, 7144, 7145, 7147—7165 | 12 | —                                                      | 2206, 2207 | 3109—3123  |
| 1989 | 7141—7143, 7146                  | 10 | —                                                      | 2206, 2207 | 3109—3123  |
| 1990 | 7166, 7167, 7172—7179, 7186—7193 | 12 | —                                                      | 2208—2213  | 3124, 3125 |
| 1990 | 7180—7185                        | 14 | —                                                      | 2208—2213  | 3124, 3125 |
| 1990 | 7168, 7169                       | 10 | —                                                      | 2208—2213  | 3124, 3125 |
| 1990 | 7170, 7171                       | 6  | —                                                      | 2208—2213  | 3124, 3125 |
| 1990 | 11                               | 4  | —                                                      | 2208—2213  | 3124, 3125 |
| 1991 | 7194—7199, 7204—7211             | 10 | —                                                      | —          | —          |
| 1991 | 7200—7203, 7212—7214             | 12 | —                                                      | —          | —          |
| 1992 | 7216, 7218—7235                  | 10 | —                                                      | —          | —          |
| 1992 | 7215, 7217                       | 12 | —                                                      | —          | —          |
| 1993 | 7236—7242                        | 10 | —                                                      | —          | —          |
| 1994 | 7243—7246, 7947                  | 10 | —                                                      | —          | —          |
| 1995 | 7247, 7248                       | 10 | —                                                      | —          | —          |
| 1996 | 7249                             | 10 | —                                                      | —          | —          |
| 2000 | 7250                             | 10 | —                                                      | —          | —          |
| 2003 | 7251                             | 6  | —                                                      | —          | —          |

### Технические характеристики
Основные параметры электропоезда:
- размеры вагона:
  - длина — 19 600 мм;
  - ширина — 3 480 мм;
  - высота — 3 480 мм (с учётом опущенного токоприёмника);
- ускорение:
  - при пуске — 0,6 м/с²;
  - при торможении — 0,8 м/с²;
- конструкционная скорость — 130 км/ч;
- максимальная служебная скорость — 120 км/ч.

Основная композиция электропоезда — 2Пг+5Мп+3Пп (10 вагонов) — полностью соответствует композиции ЭР1. Вообще электропоезд мог формироваться по формуле (Пг+Мп)+0..5×(Мп+Пп)+(Мп+Пг), то есть сцеплением секций из моторного и прицепного вагонов. Таким образом, также была возможна эксплуатация в композициях:
- 2Пг+7Мп+5Пп (14 вагонов);
- 2Пг+6Мп+4Пп (12 вагонов);
- 2Пг+4Мп+2Пп (8 вагонов);
- 2Пг+3Мп+1Пп (6 вагонов);
- 2Пг+2Мп (4 вагона).

### Нумерация и маркировка[3][5]
Система нумерации и маркировки, применённая на поездах ЭР2Т, в целом соответствует принятой для других электропоездов РВЗ (впервые подобная система применена для серии ЭР1) и продолжает нумерацию ЭР2Р. Составы получали номера четырёхзначного написания (от 7090 до 7251, а также отдельный 7947) и, в качестве исключения, двухзначного (для ЭР2Т-11). Маркировка на лобовой части головных вагонов выполнялась в формате ЭР2Т-XXXX, где XXXX — номер состава (без указания номера вагона). Для номера 11 — ЭР2Т-11. Маркировка выполнялась под лобовыми стёклами в центре. Каждый вагон состава получал свой номер, в котором первые цифры означали номер состава, последние две — номер вагона по комплекту. Маркировка с номерами вагонов выполнялась под окнами посередине вагона и отличалась от маркировки на лобовой части добавлением двух цифр номера вагона в тот же формат. Моторные вагоны получали чётные номера (02, 04, 06, 08, 10, 12, 14), головные — 01 и 09, промежуточные прицепные — остальные нечётные (03, 05, 07, 11, 13). Например, маркировка первого головного вагона электропоезда ЭР2Т-7233 будет ЭР2Т-723301; одного из моторных вагонов того же поезда будет ЭР2Т-723304 и т. д. Также под лобовыми стёклами в центре (над номером) закреплялся логотип РВЗ того времени (буквы «RVR»).
После распада СССР на Украине маркировка стала выполняться с буквами украинского алфавита (например: ЕР2Т-7119), а в Латвии, соответственно, латышского (например, ER2T-711509). При этом в Латвии на лобовой части головных вагонов маркировка содержит номер вагона. Маркировка поездов ЭР2Т, прошедших КВР/КРП в Латвии (с переоборудованием прицепных вагонов в головные с кабиной по типу поезда ДР1Б) в конце номера вагона имеет букву R (латыш. rekonstruētais — реконструированный); например: ER2T-7113-03R.

## Конструкция

### Механическое оборудование
Механическая часть практически полностью заимствована от ЭР2Р, поскольку ЭР2Т отличался от него только более совершенным электрооборудованием и уменьшенным количеством мест для пассажиров.
Более подробно про механическое оборудование см. ЭР2Р.

### Электрооборудование
Первым отличием от ЭР2Р по части электрооборудования было применение более надёжных элементов и схемных решений. Вместо ненадёжно работавших силовых контакторов 1КП.003 в схему были включены более мощные 1КП.003. Претерпела изменения схема дифференциальной защиты. Машинный преобразователь 1ПВ.005 заменён моделью 1ПВ.6 с более мощным генератором.
С 1992 года (начиная с ЭР2Т-7200) в серию внедрили следующее отличие от ЭР2Р: была реализована так называемая схема прямого входа в рекуперацию. Эта схема, разработанная Рижским электромашиностроительным заводом (РЭЗ), подразумевала включение тяговых электродвигателей (ТЭД) в режиме рекуперативного торможения к контактной сети через диоды. При этом удалось исключить режим подготовительного реостатного торможения. В результате было получено улучшение протекания переходных процессов при входе в режим рекуперации, облегчение режимов работы контакторов; новая схема позволила применять рекуперацию в эксплуатации более широко.

## Электропоезда, созданные на базе поезда ЭР2Т

### Электропоезд ЭТ2

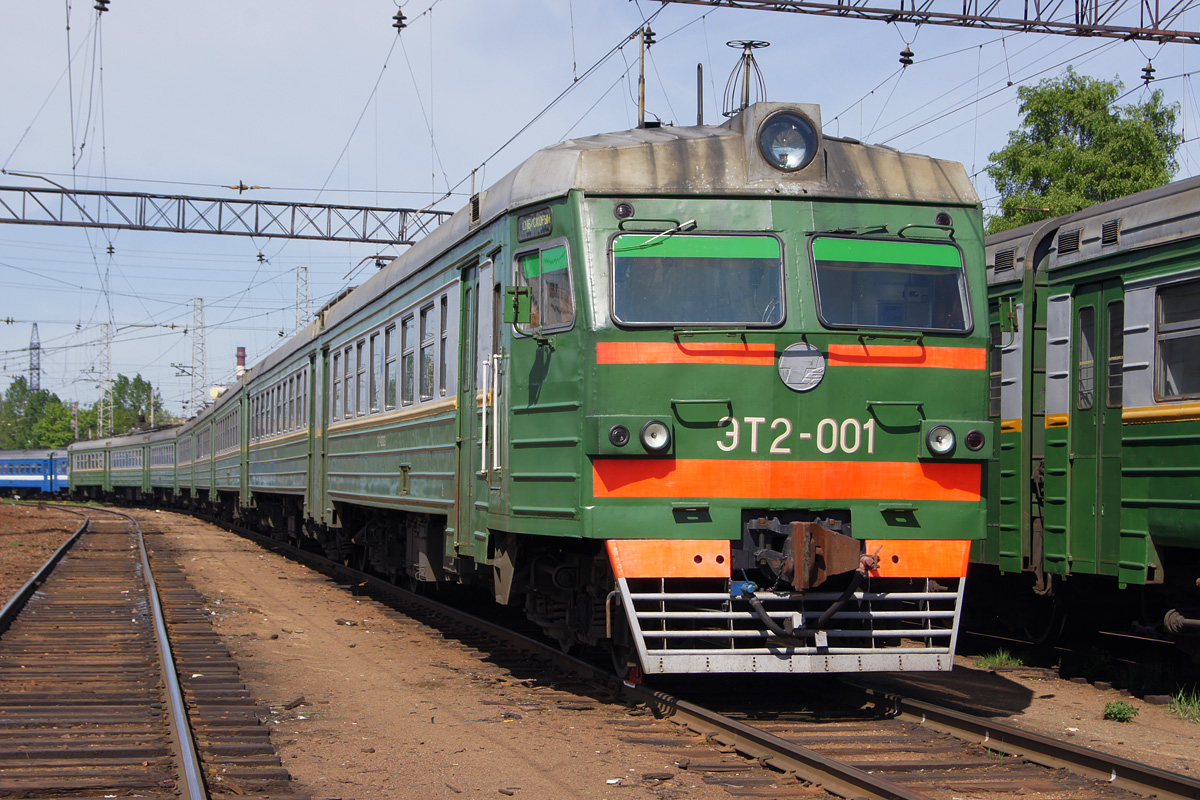
ЭТ2-001 (опытный образец) на Финляндском вокзале Санкт-Петербурга

Создан в 1993 году на Торжокском вагоностроительном заводе. По сути, является российской версией электропоезда ЭР2Т, хотя получил новое заводское обозначение (модель 62-4160). Незначительно изменён кузов вагона, а также внедрены новые сиденья антивандального исполнения. Электропоезда ЭТ2 строились до 1999 года. Большинство из них было поставлено на Октябрьскую и Свердловскую дороги. В том же 1999 году был построен электропоезд серии ЭТ2 повышенной комфортности (обозначенный ЭТ2Л). Он состоял из двух стандартных вагонов и четырёх вагонов 1 класса, в одном из которых размещался буфет. В салонах вагонов на заводе разместили мягкие кресла (с расположением по схеме 2+3), столики, люминесцентные светильники, а также экологически чистые туалеты. Далее завод перешёл на производство электропоездов ЭТ2М, в которых было применено электрооборудование, аналогичное оборудованию электропоезда ЭД4, а также внесены небольшие изменения в конструкцию лобовой части головных вагонов и оборудования салона. Кроме этого, завод выпускал отдельные головные вагоны, обозначенные ЭТ2Р, способные работать как в составе поездов ЭР2Р, ЭР2Т, ЭТ2, так и в составе ЭР2.

### Электропоезд ЭД2Т

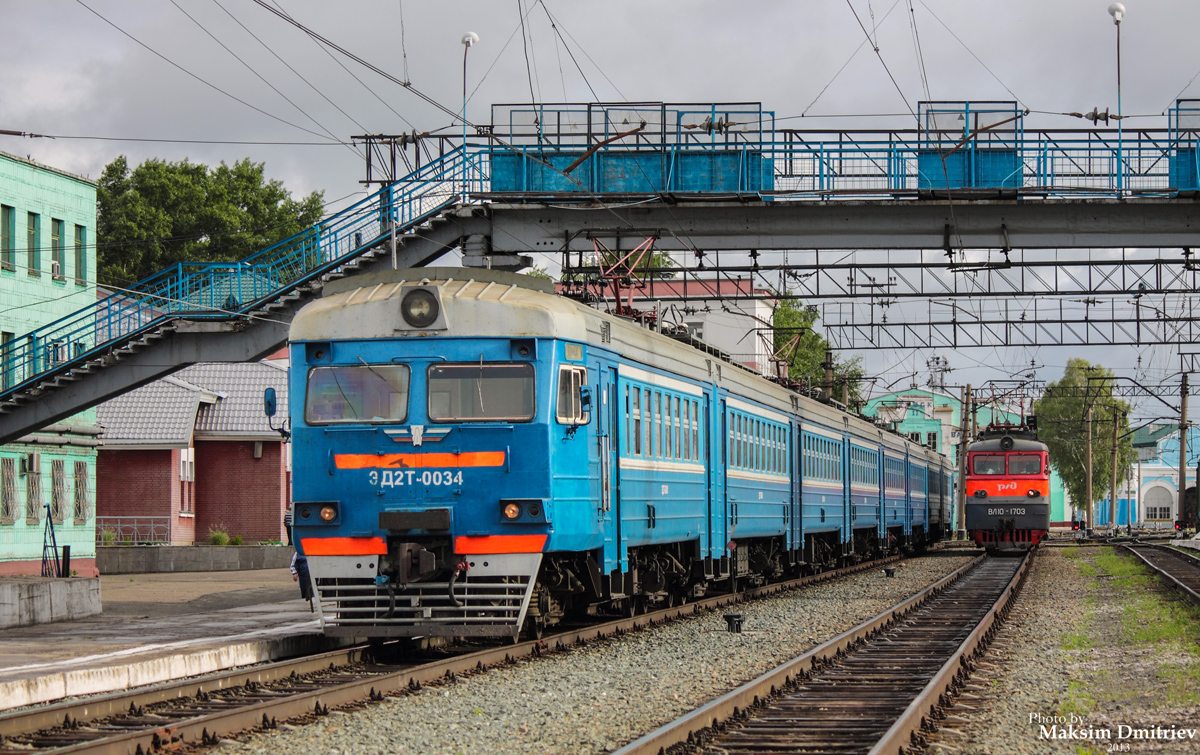
ЭД2Т-0034

Создан в 1993 году на Демиховском машиностроительном заводе (ДМЗ). По сути, является российской версией электропоезда ЭР24 и имеет такое же заводское обозначение (модель 62-233). Следует заметить, что электропоезда ЭР24 и ЭР2Т разрабатывались почти одновременно и имеют много общего, а сам ЭД2Т появился несколько позже. Организовать производство электропоездов на ДМЗ было решено ещё в начале 1980-х годов. Было решено перепрофилировать этот завод на производство прицепных вагонов для электропоездов, моторные вагоны предполагалось выпускать на РВЗ. Длина кузова вагона должна была быть 21,5 м в соответствии с вышеупомянутым проектом перспективного электропоезда ЭР24. Ранее этот завод специализировался на производстве думпкаров и узкоколейных вагонов для торфоразработок. Но, поскольку разработки торфа в Центральном районе завершались, узкоколейные дороги закрывались, к тому же перестал существовать СССР, была пересмотрена специализация ДМЗ. В результате было решено выпускать также и моторные вагоны.

## Эксплуатация и модификация[3][5]
Информация в данном разделе приведена по состоянию на апрель 2017 года.
Электропоезда ЭР2Т продолжают эксплуатироваться в России (ОАО «РЖД»), Украине (АТ «УЗ»), Грузии (АО «ГЖД») и Латвии (VAS «LDz»). Некоторые прицепные вагоны ЭР2Т в Латвии при проведении КРП/КВР были переоборудованы в прицепные головные; при этом применялась кабина, аналогичная по конструкции кабине новых дизель-поездов ДР1Б (для Белоруссии). Изменений также коснулись некоторые другие элементы конструкции.
Начиная с 2016 года, электропоезда серии ЭР2Т постепенно начинают списываться, в связи с истечением срока эксплуатации. Известно, что один состав (ЭР2Т-7242) был расформирован ещё на заводе для постройки некоторых поездов ЭД2Т и ЭТ2.

## Галерея

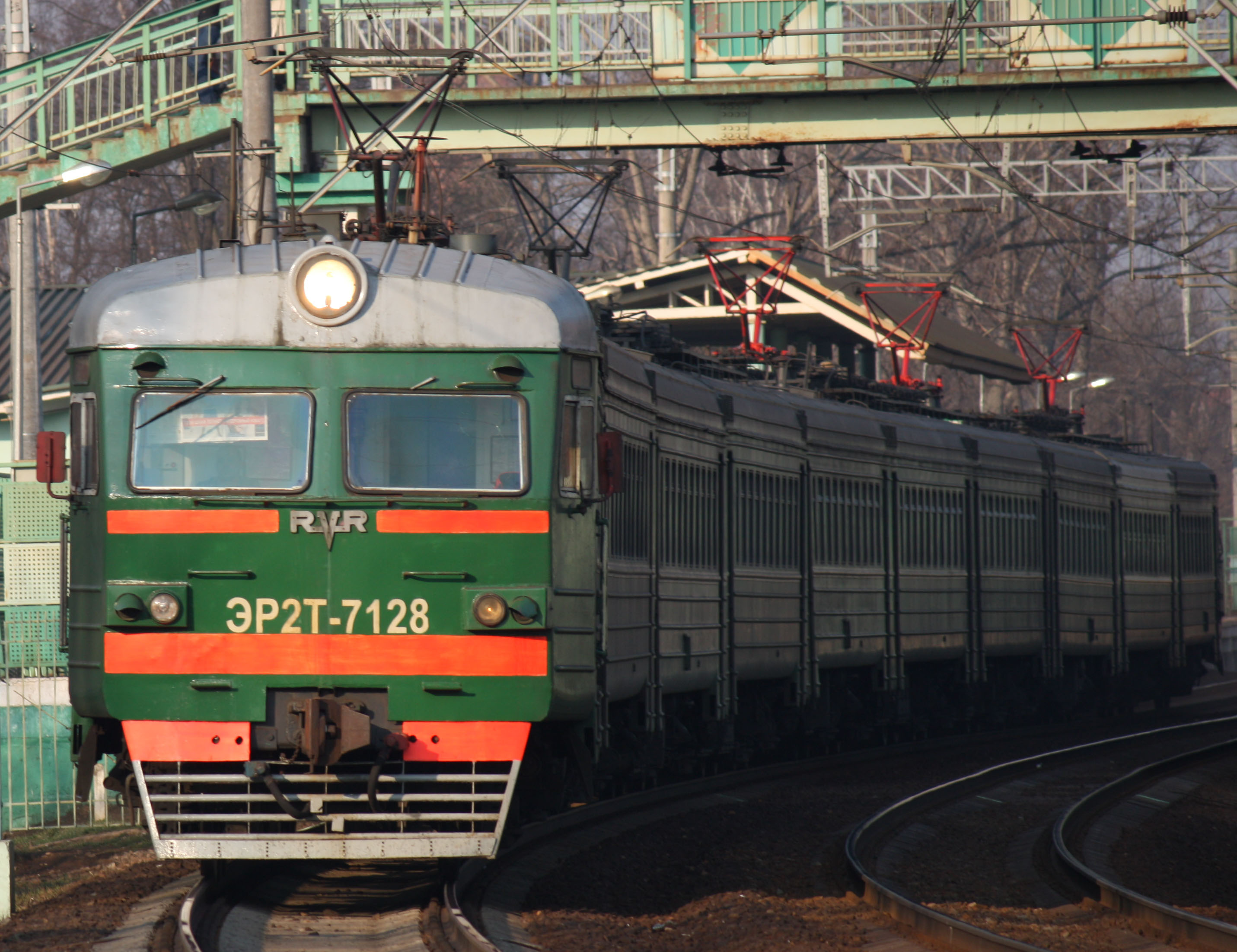
ЭР2Т-7128 в окраске МПС (близкой к заводской)
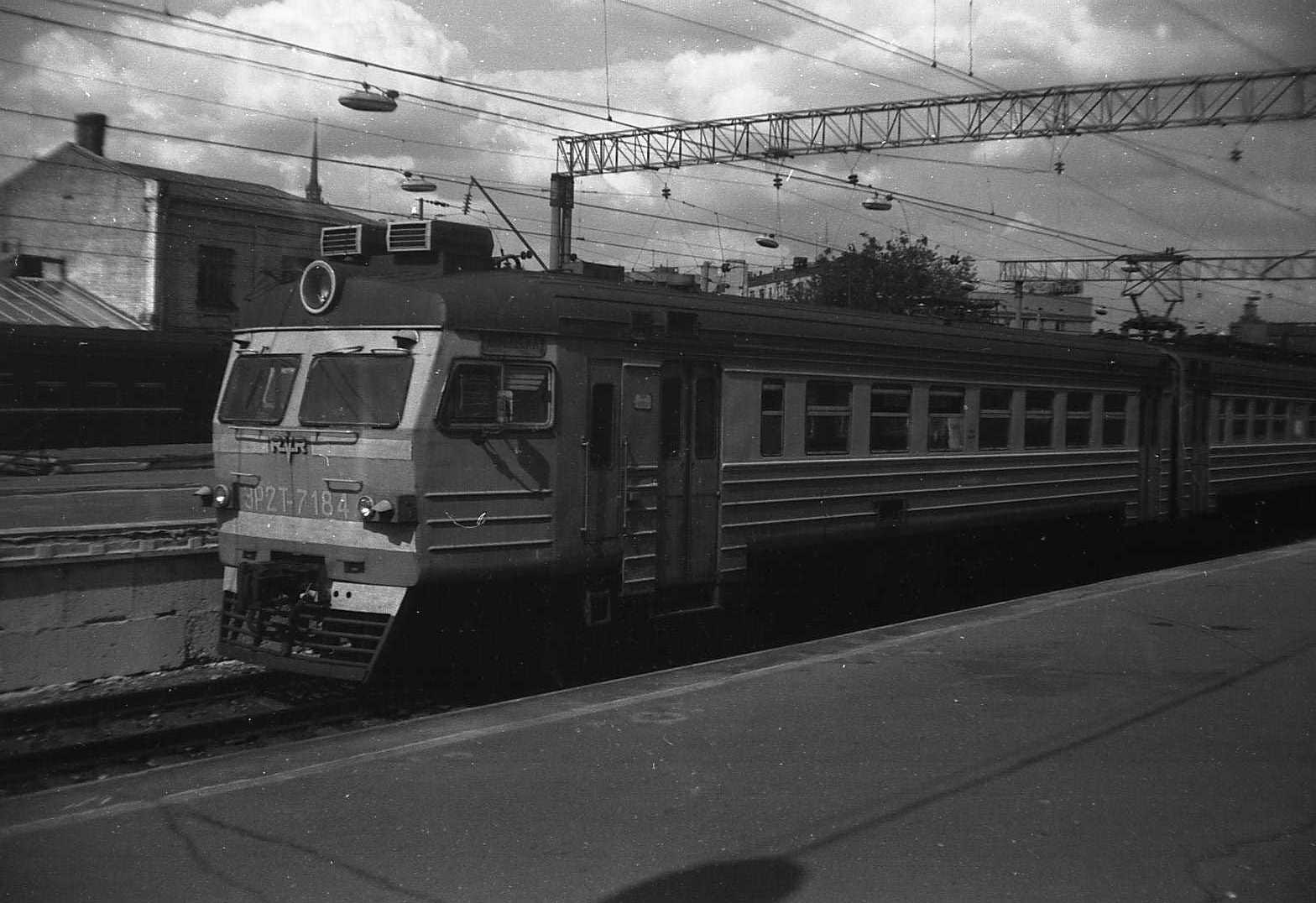
ЭР2Т-7184 с кондиционерами кабины на Киевском вокзале (Москва)
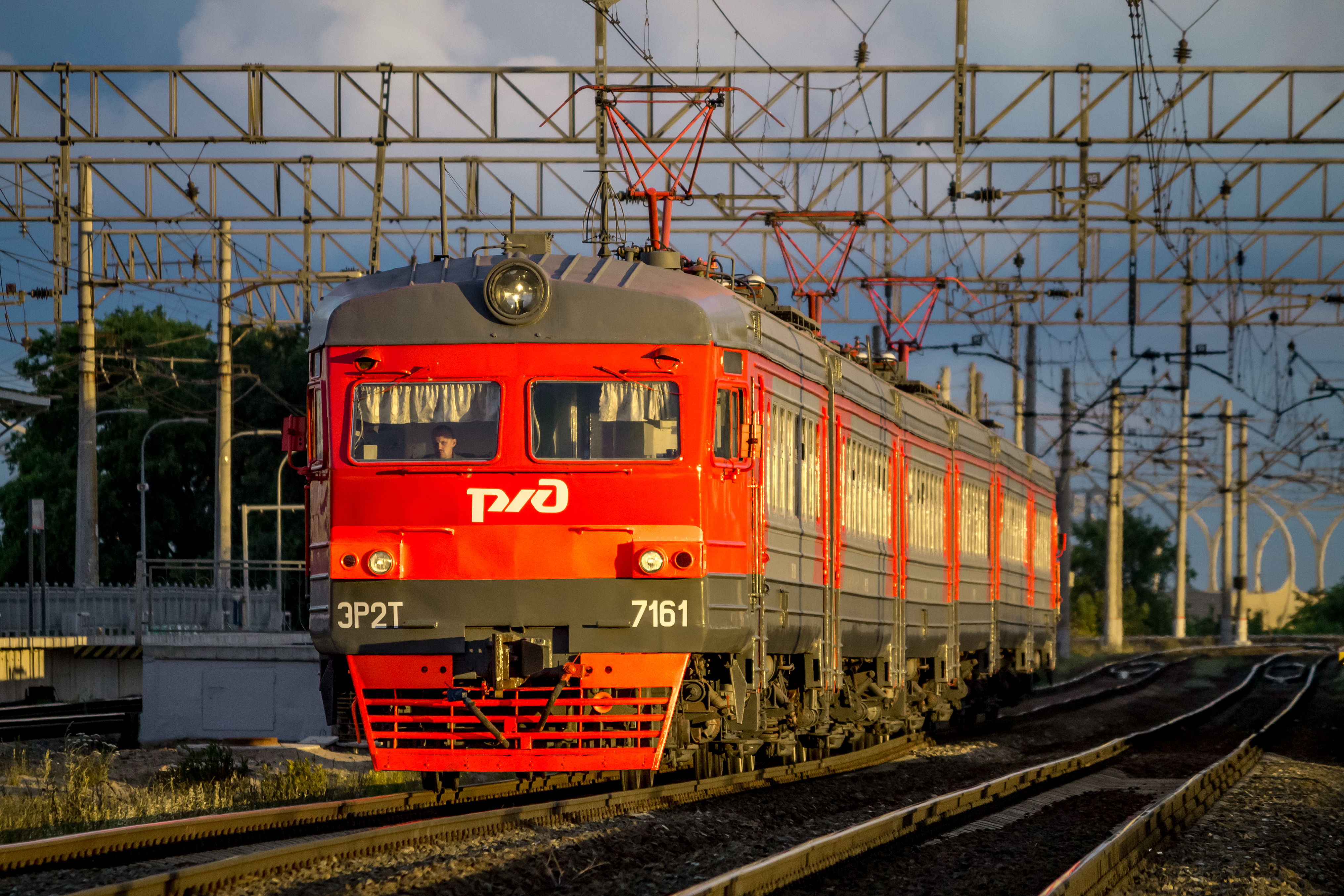
ЭР2Т-7161 в корпоративной окраске ОАО «РЖД» на линии Лигово - Броневая
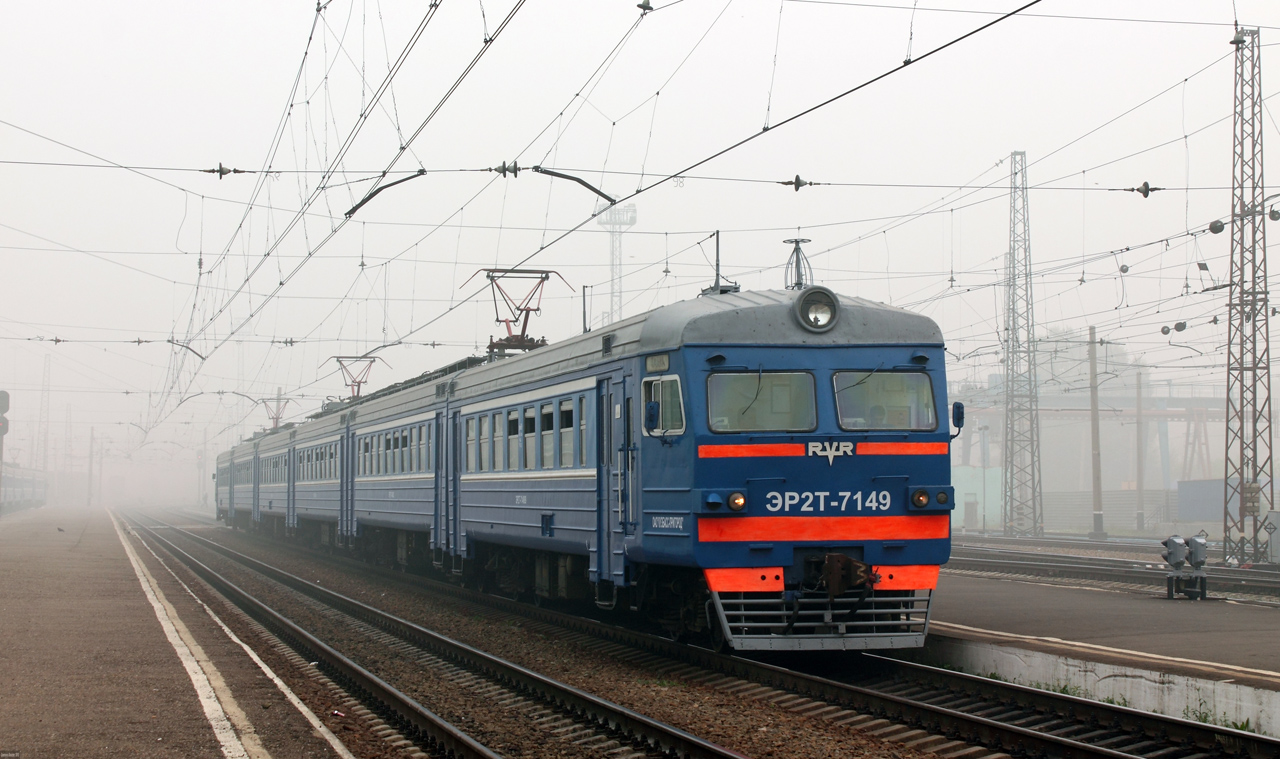
ЭР2Т-7149, станция Тайга
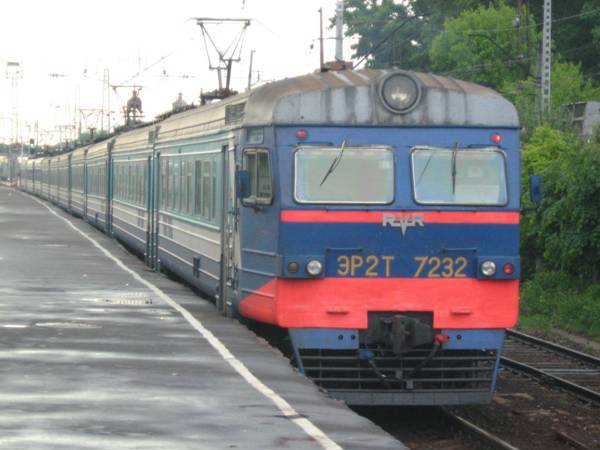
ЭР2Т-7232, экспресс Бологое-Москва на станции Тверь
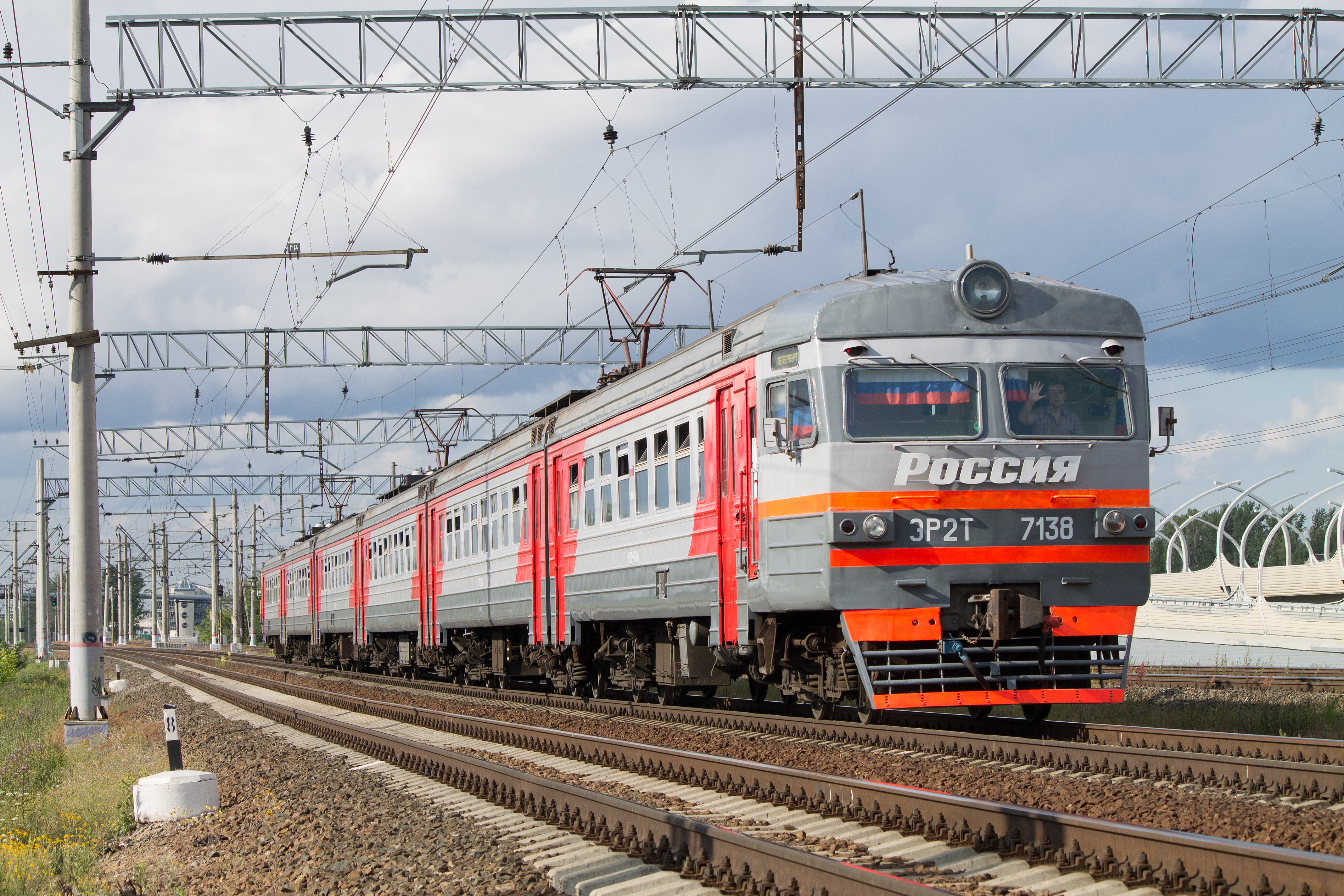
ЭР2Т-7138 (именной электропоезд «Россия») на линии Лигово - Броневая
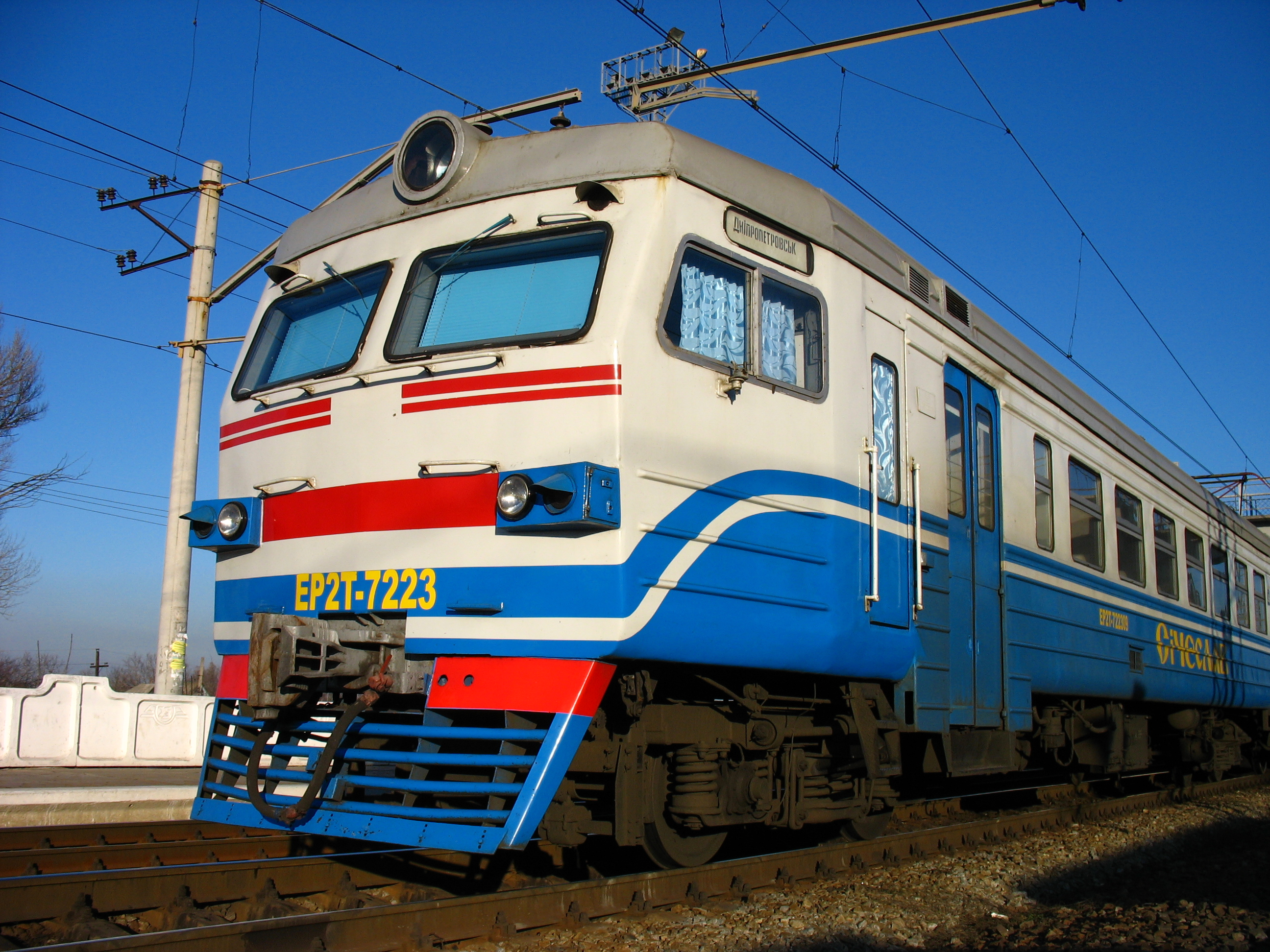
ЭР2Т-7223 в окраске ПАО «УЗ» на станции Диёвка (Днепропетровская обл., Украина)
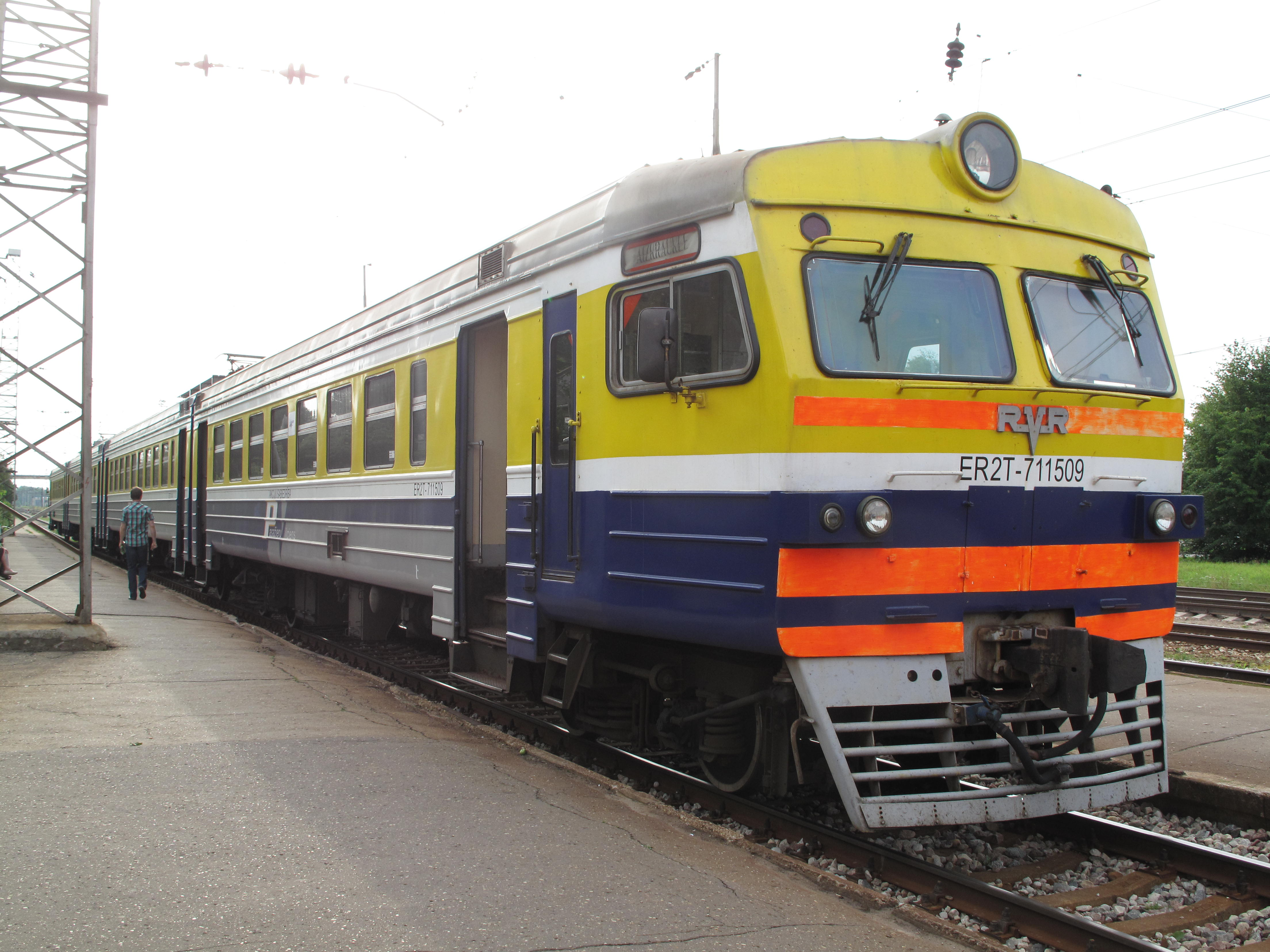
ЭР2Т-7115 в окраске PV. Вид на вагон ЭР2Т-711509
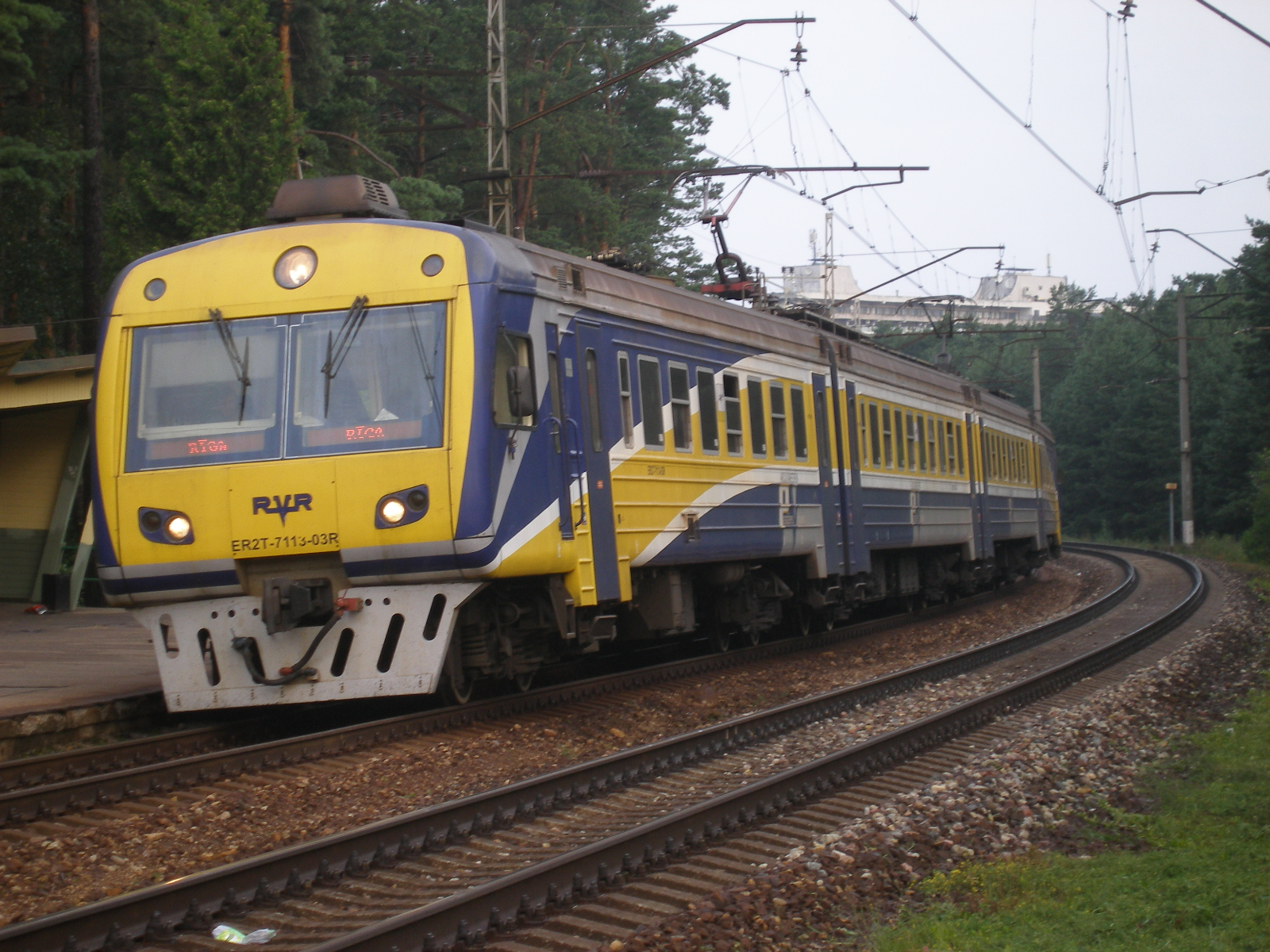
Модернизированный ЭР2Т-7113Р в окраске PV. Вид на вагон ЭР2Т-711303Р